# Claude Jarman junior
Claude Jarman junior (* 27. September 1934 in Nashville, Tennessee; † 12. Januar 2025 in Kentfield, Kalifornien) war ein US-amerikanischer Filmschauspieler. Er wurde als Kinderdarsteller durch den Film Die Wildnis ruft bekannt und hierfür 1947 mit dem Juvenile Award ausgezeichnet.

## Leben
Claude Jarman wurde 1934 in Nashville als Sohn eines Buchhalters, der bei der Eisenbahn arbeitete, geboren. Er war eines der Kinder, die in Hollywood über Nacht berühmt wurden. Als er zehn Jahre alt war und in die fünfte Klasse ging, wurde Jarman nach einem landesweiten Casting für den Abenteuerfilm Die Wildnis ruft verpflichtet. Im Film ist er unter der Regie von Clarence Brown als Sohn eines Farmer-Ehepaares, gespielt von Gregory Peck und Jane Wyman, zu sehen, der sich um ein Rehkitz kümmert. Für seine Arbeit im Film erhielt Jarman großes Lob seitens der Filmkritiker und 1947 den Juvenile Award, eine Sonderauszeichnung der Academy of Motion Picture Arts and Sciences für Kinderdarsteller, die mit dem Oscar gleichzusetzen ist.
Seine Familie, die nach dem Erfolg ihres Sohnes nach Hollywood zog, investierte viel, um ihn zum Star aufzubauen, und ließ ihn in der privaten Schule von MGM unterrichten. Es folgten einige große Rollen, so spielte er die Hauptrolle in der William-Faulkner-Verfilmung Griff in den Staub (1949) und verkörperte im Western Rio Grande (1950) den Sohn von John Wayne und Maureen O’Hara, der sich als Rekrut bei der Truppe seines Vaters meldet. Doch der Erfolg, den Jarman in den ersten fünf Jahren seiner Schauspielkarriere hatte, hielt nicht lange an. Bereits zu Beginn der 1950er-Jahre, als Jarman volljährig wurde, nahmen die Filmangebote ab, bis sie 1956 völlig zum Erliegen kamen. Ebenfalls 1956 schloss er ein Studium an der Vanderbilt University ab. Danach diente er für drei Jahre in der United States Navy. Um 1960 versuchte er noch einmal mit Fernsehrollen als Schauspieler Fuß zu fassen, aber ohne an alte Erfolge anknüpfen zu können.
Jarman wechselte danach in die Öffentlichkeitsarbeit, in der er bereits während seiner Navyzeit erste Erfahrungen gesammelt hatte, und war ab 1963 für das Versicherungsunternehmen John Hancock tätig. 1965 wurde er zum Leiter des San Francisco International Film Festivals ernannt, was er bis 1980 blieb. In dieser Zeit schaffte er es, auch durch seine alten Kontakte, viele Filmstars zu Auftritten bei dem Festival zu gewinnen. Zudem fungierte er von 1967 bis 1979 als Direktor für Kulturelle Angelegenheiten der Stadt San Francisco. Zweimal kehrte er noch ins Filmgeschäft zurück: 1972 als Produzent der Filmdokumentation Fillmore über Bill Graham, und 1979 für eine einmalige Gastrolle in der Fernsehserie Colorado Saga. In den 1980er-Jahren arbeitete Jarman für das Unternehmen Shaklee, ehe er sich mit der Firma Jarman Travel Inc. selbstständig machte, die für Geschäftsreisende Luxusreisen arrangierte.
Später unternahm Jarman gelegentlich öffentliche Auftritte, etwa bei Präsentationen seiner alten Filme oder als Gast bei der Oscarverleihung 2003. 2018 veröffentlichte er seine Autobiografie My Life and the Final Days of Hollywood. Claude Jarman war ab 1985 in dritter Ehe verheiratet. Aus seinen Ehen stammen fünf Töchter und zwei Söhne. Er starb im Januar 2025 im Alter von 90 Jahren in Kalifornien.

## Filmografie
- 1946: Die Wildnis ruft (The Yearling)
- 1947: High Barbaree
- 1949: The Sun Comes Up
- 1949: Der Kampf um den Sonora-Pass (Roughshod)
- 1949: Griff in den Staub (Intruder in the Dust)
- 1950: Blutiger Staub (The Outriders)
- 1950: Rio Grande
- 1951: Von Gier besessen (Inside Straight)
- 1952: Goldraub in Texas (Hangman’s Knot)
- 1953: Der Rebell von Java (Fair Wind to Java)
- 1956: In geheimer Mission (The Great Locomotive Chase)
- 1959: Wagon Train (Fernsehserie, Folge 2x37)
- 1960: The Best of the Post (Fernsehserie, Folge 1x09)
- 1972: Fillmore (als Produzent)
- 1979: Colorado Saga (Centennial, Miniserie, Folge 1x11)

## Auszeichnung
- 1947: Juvenile Award für Die Wildnis ruft